# Swiatłana Usowicz
Swiatłana Usowicz (ur. 14 października 1980) – białoruska lekkoatletka specjalizująca się w biegu na 400 metrów, dwukrotna uczestniczka letnich igrzysk olimpijskich (Ateny 2004, Pekin 2008).
Siostra sprinterki Iłony Usowicz.

## Sukcesy sportowe
| Rok  | Miasto     | Zawody                      | Konkurencja                      | Wynik                    |
| ---- | ---------- | --------------------------- | -------------------------------- | ------------------------ |
| 2001 | Edmonton   | Mistrzostwa Świata          | sztafeta 4 x 400 m               | 10. miejsce              |
| 2001 | Pekin      | Letnia Uniwersjada          | sztafeta 4 x 400 m               | brązowy medal            |
| 2002 | Wiedeń     | Halowe Mistrzostwa Europy   | bieg na 400 m sztafeta 4 x 400 m | 7. miejsce złoty medal   |
| 2002 | Monachium  | Mistrzostwa Europy          | bieg na 400 m sztafeta 4 x 400 m | 7. miejsce 6. miejsce    |
| 2003 | Birmingham | Halowe Mistrzostwa Świata   | bieg na 400 m                    | 6. miejsce               |
| 2003 | Paryż      | Mistrzostwa Świata          | bieg na 400 m sztafeta 4 x 400 m | 14. miejsce 13. miejsce  |
| 2004 | Budapeszt  | Halowe Mistrzostwa Świata   | bieg na 400 m sztafeta 4 x 400 m | 6. miejsce srebrny medal |
| 2004 | Ateny      | Letnie Igrzyska Olimpijskie | bieg na 400 m sztafeta 4 x 400 m | 9. miejsce 14. miejsce   |
| 2005 | Madryt     | Halowe Mistrzostwa Europy   | bieg na 400 m                    | srebrny medal            |
| 2005 | Helsinki   | Mistrzostwa Świata          | bieg na 800 m                    | 21. miejsce              |
| 2006 | Göteborg   | Mistrzostwa Europy          | sztafeta 4 x 400 m               | srebrny medal            |
| 2007 | Birmingham | Halowe Mistrzostwa Europy   | sztafeta 4 x 400 m               | złoty medal              |
| 2007 | Osaka      | Mistrzostwa Świata          | bieg na 800 m sztafeta 4 x 400 m | 6. miejsce 5. miejsce    |
| 2008 | Walencja   | Halowe Mistrzostwa Świata   | sztafeta 4 x 400 m               | srebrny medal            |
| 2008 | Pekin      | Letnie Igrzyska Olimpijskie | bieg na 800 m sztafeta 4 x 400 m | 23. miejsce 4. miejsce   |
| 2010 | Barcelona  | Mistrzostwa Europy          | bieg na 800 m                    | 22. miejsce              |
| 2011 | Daegu      | Mistrzostwa Świata          | bieg na 800 m sztafeta 4 x 400 m | 33. miejsce 6. miejsce   |
| 2012 | Stambuł    | Halowe Mistrzostwa Świata   | sztafeta 4 x 400 m               | 5. miejsce               |

## Rekordy życiowe
- bieg na 400 m – 50,55 – Madryt (2005)
- bieg na 800 m – 1:58,92 – Osaka (2007)